# Cappero di Pantelleria

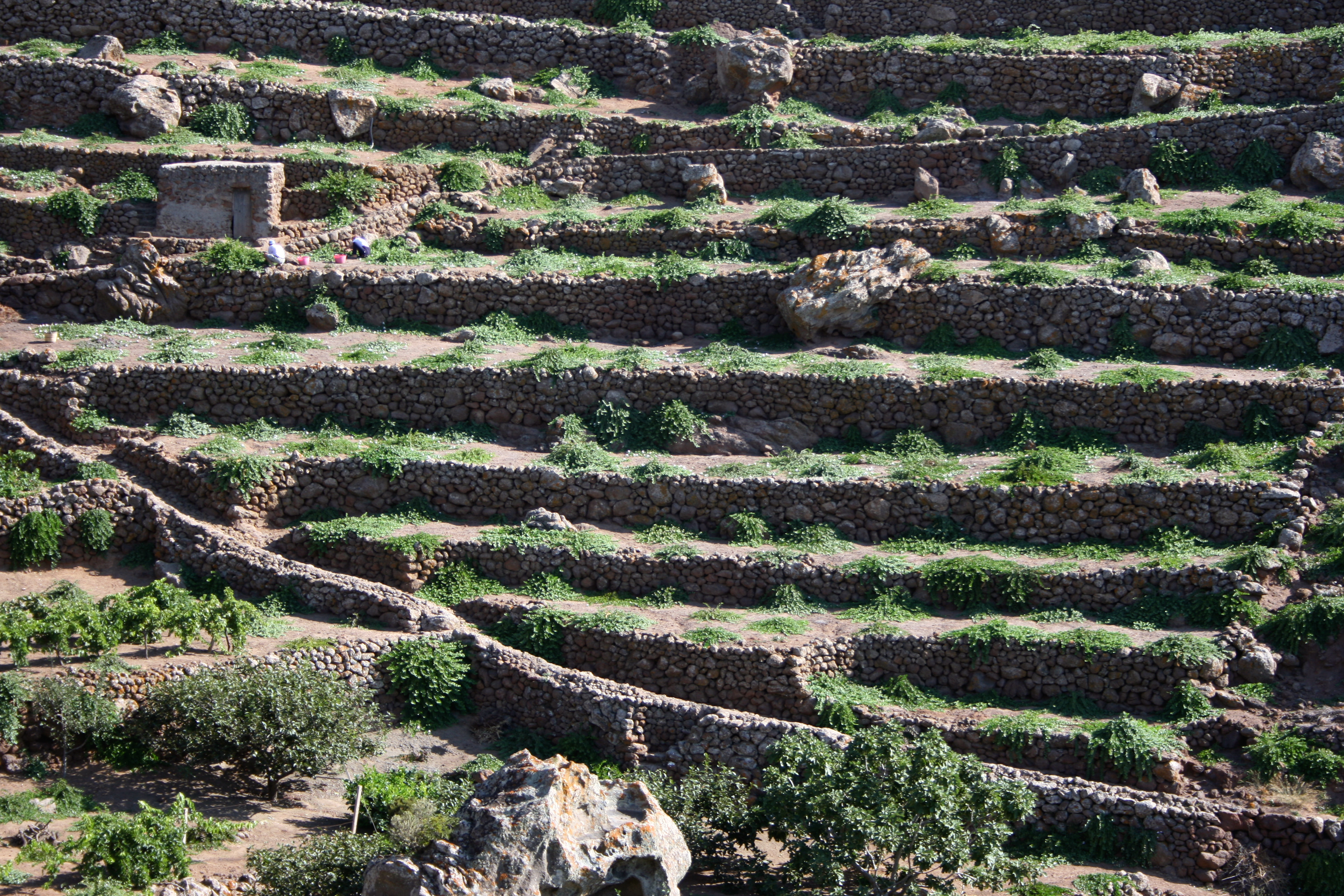
Cappereto a terrazze

Il cappero di Pantelleria è un prodotto ortofrutticolo che designa il bottone fiorale del Capparis spinosa L., (varietà Inermis, cultivar Nocellara) coltivato sull'isola vulcanica di Pantelleria, in provincia di Trapani, Sicilia.
Nel giugno 1996 al Cappero di Pantelleria è stato riconosciuto il marchio indicazione geografica protetta (IGP).

## Descrizione
Il cappero è un arbusto con un'altezza media di 30–50 cm con dei fiori molto vistosi bianchi e rosa con punte di viola.
Tra la fine di maggio e settembre comincia la fioritura e con essa la raccolta dei bottoni fiorali non ancora aperti. Devono essere raccolti in modo tempestivo, prima dell'alba e appena germogliati. Quelli di dimensioni minori divengono, dopo la maturazione, il prodotto migliore.
Una volta raccolti vengono messi a maturare in salamoia in sale marino. La maturazione è un passaggio obbligato, allo stato fresco i capperi sono amari e di gusto sgradevole. I capperi messi a maturare nel sale marino (circa il 40% del loro peso) vi restano 10 giorni durante i quali vengono periodicamente rimescolati. Una volta scolati vengono posti nuovamente sotto sale (circa il 20% del loro peso) per altri 10 giorni. Alla fine di questo secondo passaggio sono pronti per essere consumati.
I capperi di Pantelleria IGP sono rigorosamente conservati al sale marino.

## Zona geografica
Comprende l'intero territorio dell'isola di Pantelleria.

## Storia
In epoca moderna, le prime notizie specifiche appaiono nel saggio del professore Pietro Calcara Breve cenno sulla Geognosia ed Agricoltura dell'isola di Pantelleria edito a Palermo nel 1855 sul “Il Giornale della Commissione d'Agricoltura e Pastorizia in Sicilia”. E nel suo Cenni storici su Pantelleria (1908), Pietro Brignone Boccanera afferma che a partire dalla seconda metà del XIX secolo "… andò coltivandosi il cappero e l'isola raggiunse la produzione di 600 quintali di capperi".
Sono anche lodati da alcuni scrittori, come ad esempio Carlo Volonté che nel suo volume Ricette pratiche ha scritto: «... ed anzi è proprio l'Italia che vanta i migliori capperi del mondo: sono quelli dell'isola di Pantelleria, dove oltre a crescere splendidi allo stato spontaneo, i capperi vengono coltivati su ampia scala...».

## Uso alimentare
Sono gli ingredienti di molti piatti della cucina siciliana ad esempio la caponata di verdure chiamata sciakisciuka a Pantelleria o l'immancabile insalata pantesca. Di solito, per non perdere il loro aroma molto intenso non sono cotti, ma si aggiungono a fine cottura per essere solo leggermente scaldati. Tritati possono anche aromatizzare tartare di pesce, di carne o sughi di pomodoro.

## Galleria d'immagini

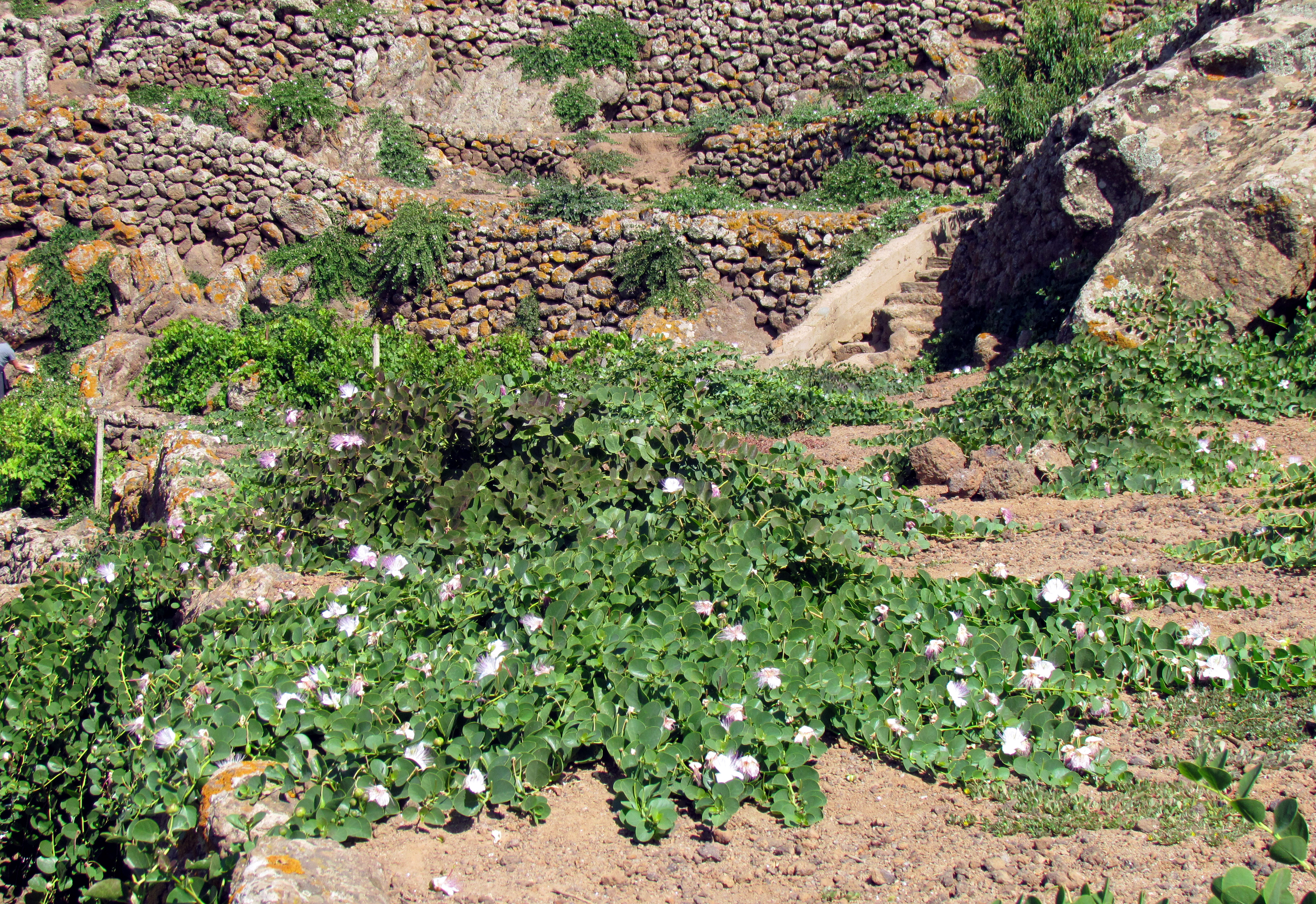
Pianta di capperi
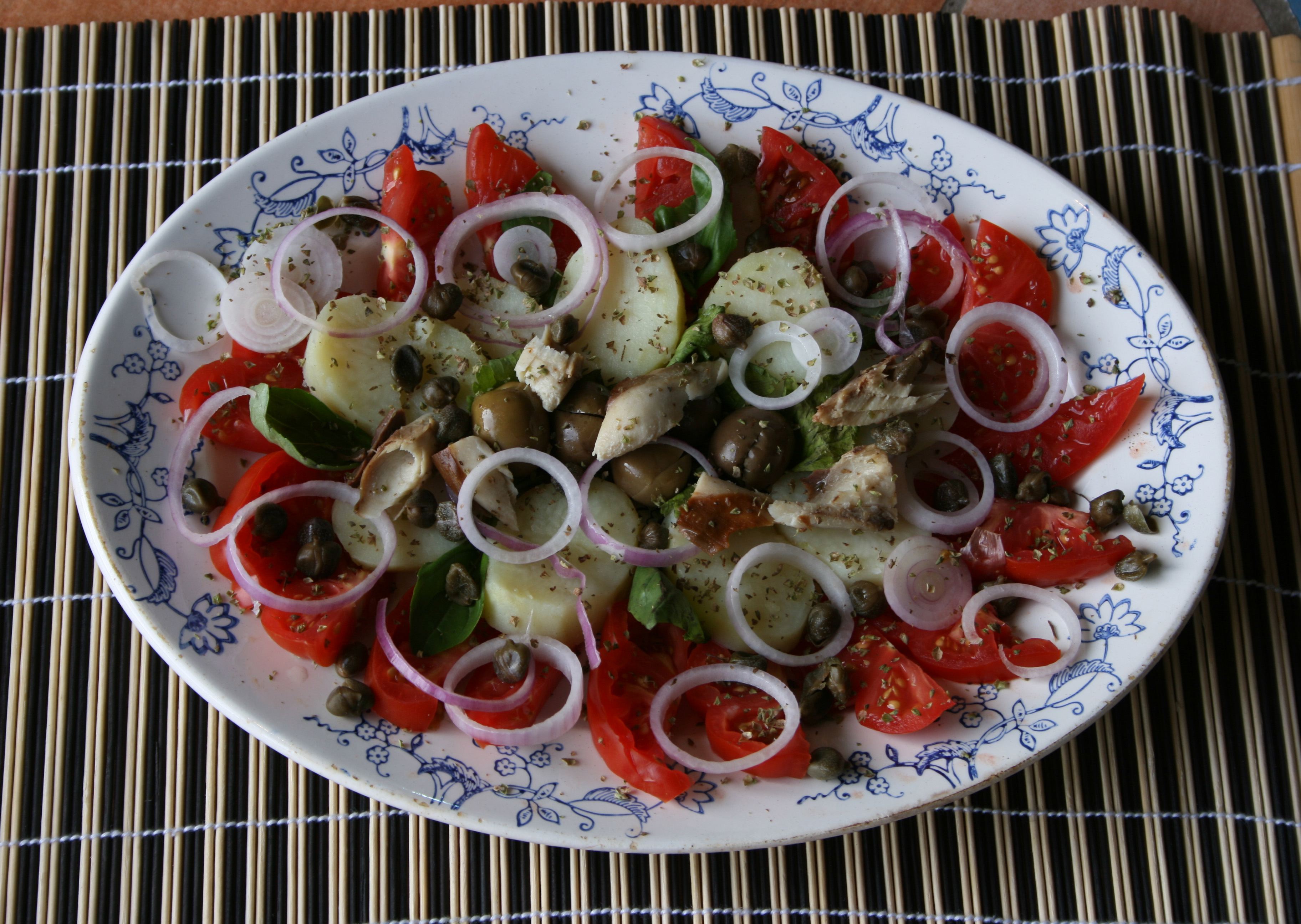
Insalata pantesca
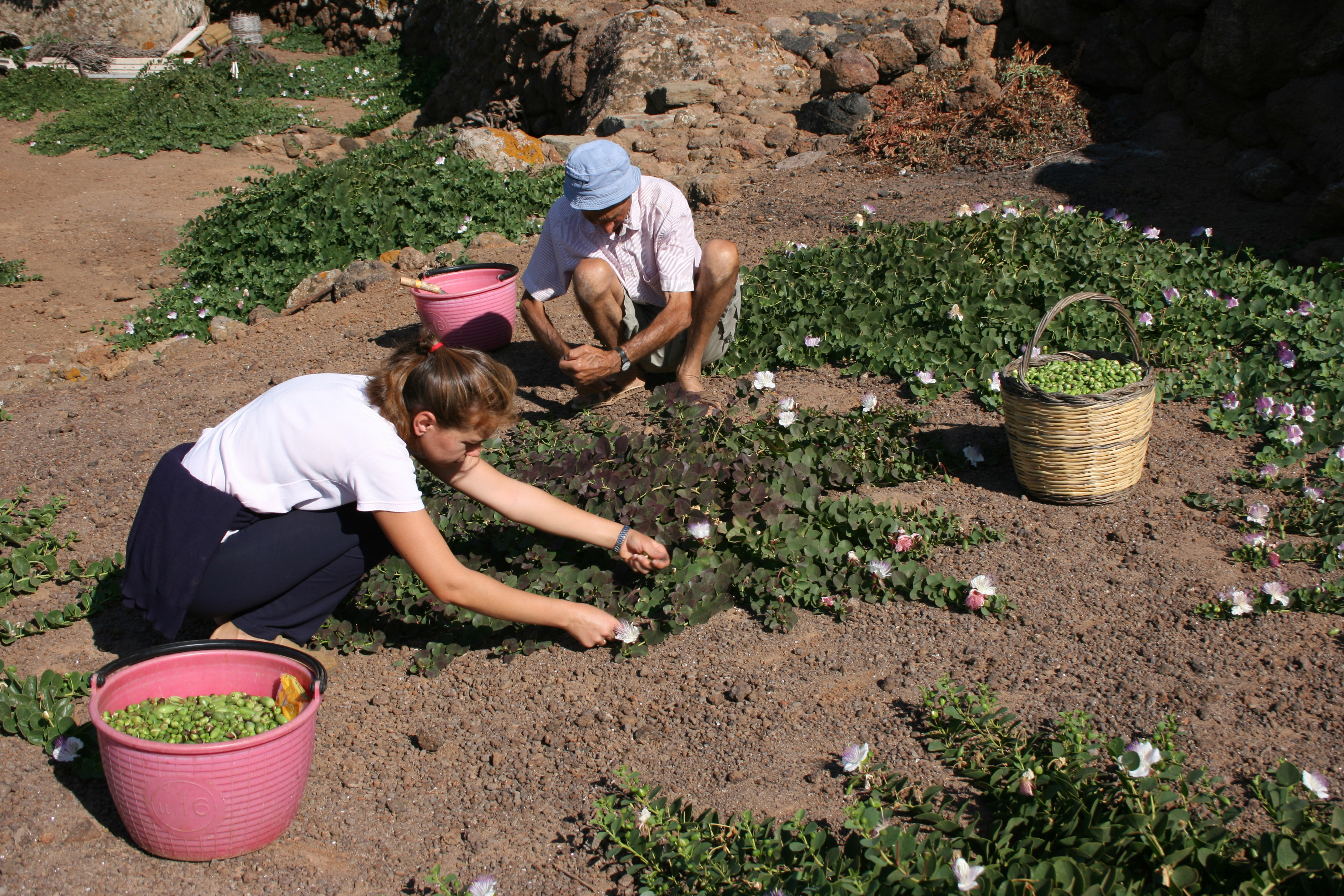
Raccoglitori
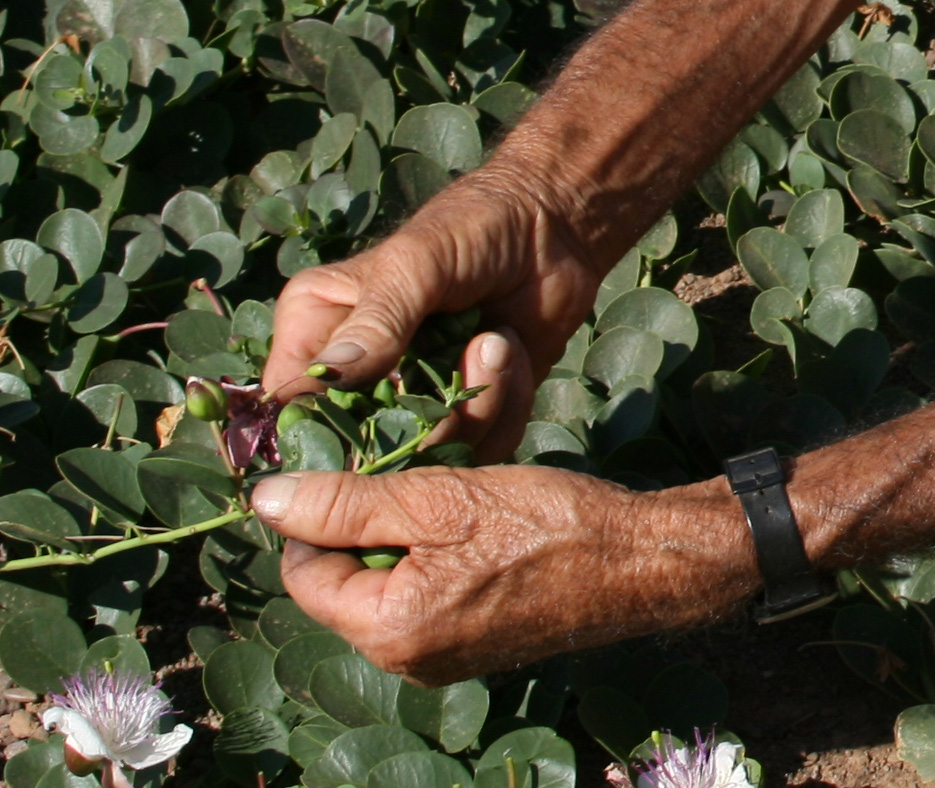
Raccolta (particolare)